# Hallands Tidning
Hallands Tidning var en tidning som gavs ut i Falkenberg mellan 1889 och 1929, då den blev uppköpt av Falkenbergs Tidning.